# آرثر دين (محامي)
آرثر دين (بالإنجليزية: Arthur Dean)‏ هو قاضي ومحامي أسترالي، ولد في 25 مايو 1893، وتوفي في 25 سبتمبر 1970.